# GMC Terrain
GMC Terrain — среднеразмерный кроссовер, выпускаемый GMC с 2010 года. 
Автомобиль был представлен в 2009 году на Нью-йоркском автосалоне. В модельном ряду Terrain располагается ниже GMC Acadia. Автомобиль построен на одной платформе с Chevrolet Equinox второго поколения и делит с ним двигатели, но отличается кузовными панелями и интерьером.

## История
Кроссовер GMC Terrain выпускается с 2009 года в Канаде и продаётся в США, Канаде, Мексике и арабских странах Ближнего Востока.

## Первое поколение
GMC Terrain построен на платформе GM Theta. Коробка передач — автоматическая Hydra-Matic. 
В 2013 GMC Terrain получил версию Denali, которая отличается хромовой отделкой и улучшенным качеством интерьера. Также была представлена версия на сжиженном природном газе.
В 2016 году автомобиль подвергся рестайлингу. Изменения коснулись решётки радиатора, бамперов, появились светодиодные дневные ходовые огни, новые колёсные диски, новый селектор коробки передач.

### Двигатели
| Годы      | Двигатели                             | Мощность           | Крутящий момент |
| --------- | ------------------------------------- | ------------------ | --------------- |
| 2010—2011 | 2,4 литра Ecotec LAF i4               | 182 л.с. (136 кВт) | 233 Н·м         |
| 2012      | 2,4 литра Ecotec LEA I4               | 182 л.с. (136 кВт) | 233 Н·м         |
| 2010—2012 | 3,0 литра High Feature LF1 или LFW V6 | 264 л.с. (197 кВт) | 301 Н·м         |
| 2013      | 3,6 литра High Feature LFX V6         | 301 л.с. (224 кВт) | 369 Н·м         |

### Галерея
- 2010 GMC Terrain SLT-1
- 2013 GMC Terrain Denali
- 2016 GMC Terrain SLE
- 2017 Terrain SLT Nightfall Edition
- Интерьер
- GMC Terrain Natural Gas
- Салон пятиместной пассажирской версии
- Загруженный салон «Cargo Version»
- Интерьер «Cargo Version»

## Второе поколение
Второе поколение GMC Terrain было представлено 8 января 2017 года на Североамериканском международном автосалоне. Продажи начались летом 2017 года.

В феврале 2020 года была представлена фейслифтинговая версия второго поколения GMC Terrain. В связи с распространением пандемии COVID-19 продажи задержались до 2022 года.
- 2017 GMC Terrain SLE
- Вид сзади
- GMC Terrain Denali
- 2022 GMC Terrain
- Интерьер

## Третье поколение
Третье поколение GMC Terrain было представлено 12 августа 2024 года.

## Продажи
| Год  | Продажи (США) |
| ---- | ------------- |
| 2009 | 14,033        |
| 2010 | 60,519        |
| 2011 | 83,179        |
| 2012 | 97,786        |
| 2013 | 99,525        |
| 2014 | 105,016       |
| 2015 | 112,030       |
| 2016 | 87,925        |
| 2017 | 85,441        |
| 2018 | 114,314       |
| 2019 | 101,470       |
| 2020 | 86,020        |
| 2021 | 47,488        |
| 2022 | 86,567        |
| 2023 | 71,857        |